# 클리블랜드 아레나
클리블랜드 아레나(영어: Cleveland Arena)는 미국 오하이오주 클리블랜드에 위치한 실내 경기장이다. 과거 BAA/NBA 클리블랜드 레벌스와 NBA 클리블랜드 캐벌리어스 그리고 AHL 클리블랜드 배런스와 NBL 클리블랜드 화이트 홀스, WHA 클리블랜드 크루세이더스의 홈경기장으로 사용했다.